# Wigierski Park Narodowy
Wigierski Park Narodowy – jeden z największych parków narodowych w Polsce. Został powołany z dniem 1 stycznia 1989 r. rozporządzeniem Rady Ministrów z dnia 27 czerwca 1988 r. (Dziennik Ustaw nr 25 z dn. 21 lipca 1988, poz. 173) jako piętnasty z kolei park narodowy w Polsce. Obecnie jest jednym z 23 parków narodowych Polski. Park utworzony został na obszarze 14 956 hektarów. W chwili powstania był czwartym co do wielkości powierzchni polskim parkiem narodowym. Jego aktualna powierzchnia wynosi 15 089,79 ha. Lasy zajmują 63% powierzchni parku, wody 19%, grunty rolnicze 15%, a tereny zurbanizowane 3%. Ochroną ścisłą objętych jest 1822,55 ha. Obszary zagospodarowane rolniczo objęte są ochroną krajobrazową. Wokół parku utworzono strefę ochronną, zwaną otuliną, o powierzchni 11 283,81 ha.

## Historia
Pierwsze próby objęcia ochroną przyrody rejonu Wigier datują się na początek lat 20. XX w. Już w 1921 r. Kazimierz Kulwieć opracował projekt rezerwatu obejmującego jezioro Wigry i otaczające je lasy. Na posiedzeniu w dniu 28 grudnia tegoż roku projekt ten przedstawiono Państwowej Komisji Ochrony Przyrody, lecz nie poszły za tym żadne konkretne działania. W 1924 r. Bolesław Hryniewiecki i Alfred Lityński opublikowali w roczniku „Ochrona Przyrody” kolejny projekt pt. Plan utworzenia rezerwatu na Jeziorze Wigierskim. I on nie został zrealizowany, jednak przedstawione w nim walory naukowe jeziora spowodowały powołanie nad jego brzegami Stacji Hydrobiologicznej. Prowadzone w oparciu o nią do 1939 r. intensywne badania naukowe pozwoliły „zaistnieć” jezioru na forum światowej hydrobiologii. Niestety, stacji nie odbudowano po zniszczeniach z okresu II wojny światowej.
Pierwsze rzeczywiste działania ochronne podjęto w rejonie wigierskim dopiero w latach 50. w celu ochrony bobrów (wówczas praktycznie w Polsce wyniszczonych), które przybyły tam z terenów Związku Radzieckiego. W 1959 r. utworzono rezerwat pod nazwą „Ostoja bobrów Stary Folwark” o pow. 120 ha, obejmujący ujście rzeki Czarna Hańcza do Wigier wraz z częścią tafli jeziora. Drugi rezerwat, również dla ochrony bobrów, pod nazwą „Ostoja bobrów Zakąty” powołano w 1961 r. Obejmował on niewielkie jeziorko (7 ha powierzchni) Zakąty na południowym obrzeżu Wigier. W 1970 r. powstał maleńki (2 ha) rezerwat „Wądołek”, powołany dla ochrony małego jeziorka z pływającymi wysepkami torfowymi wraz z otaczającym je torfowiskiem.
Rozgłos, jaki nadała Wigrom jeszcze przedwojenna Stacja Hydrobiologiczna spowodował, że w latach 70. jezioro włączono do międzynarodowego „Projektu Aqua”, mającego na celu inwentaryzację i objęcie ochroną najcenniejszych z punktu widzenia nauki akwenów świata.
Przełomowym wydarzeniem dla ochrony przyrody Wigier była uchwała ówczesnej Wojewódzkiej Rady Narodowej w Suwałkach z dnia 12 stycznia 1976 r., powołująca Wigierski Park Krajobrazowy o powierzchni 10940 ha (z tego 2750 ha stanowiły wody, 6200 ha lasy, a 1990 ha torfowiska, łąki i pola uprawne). Strefa ochronna wokół parku miała powierzchnię 2770 ha.
Działania zmierzające do przekształcenia parku krajobrazowego w park narodowy rozpoczęły się w 1982 r. Obejmowały one badania naukowe wszystkich walorów przyrodniczych rejonu Wigier, mające na celu określenie optymalnej wielkości parku narodowego i jego granic, a także analizy administracyjne, ekonomiczne itp. Od samego początku zakładano, że przyszły park narodowy powinien reprezentować przyrodę zarówno Pojezierza Suwalskiego jak i Puszczy Augustowskiej, a także charakterystyczne dla nich elementy krajobrazu rolniczego. W tym samym 1982 r. zarządzeniem Ministra Leśnictwa i Przemysłu Drzewnego z dnia 23 sierpnia (Monitor Polski nr 20, poz. 179) zmieniono powierzchnię rezerwatu "Ostoja bobrów Stary Folwark", powiększając go do 302,19 ha.

## Położenie

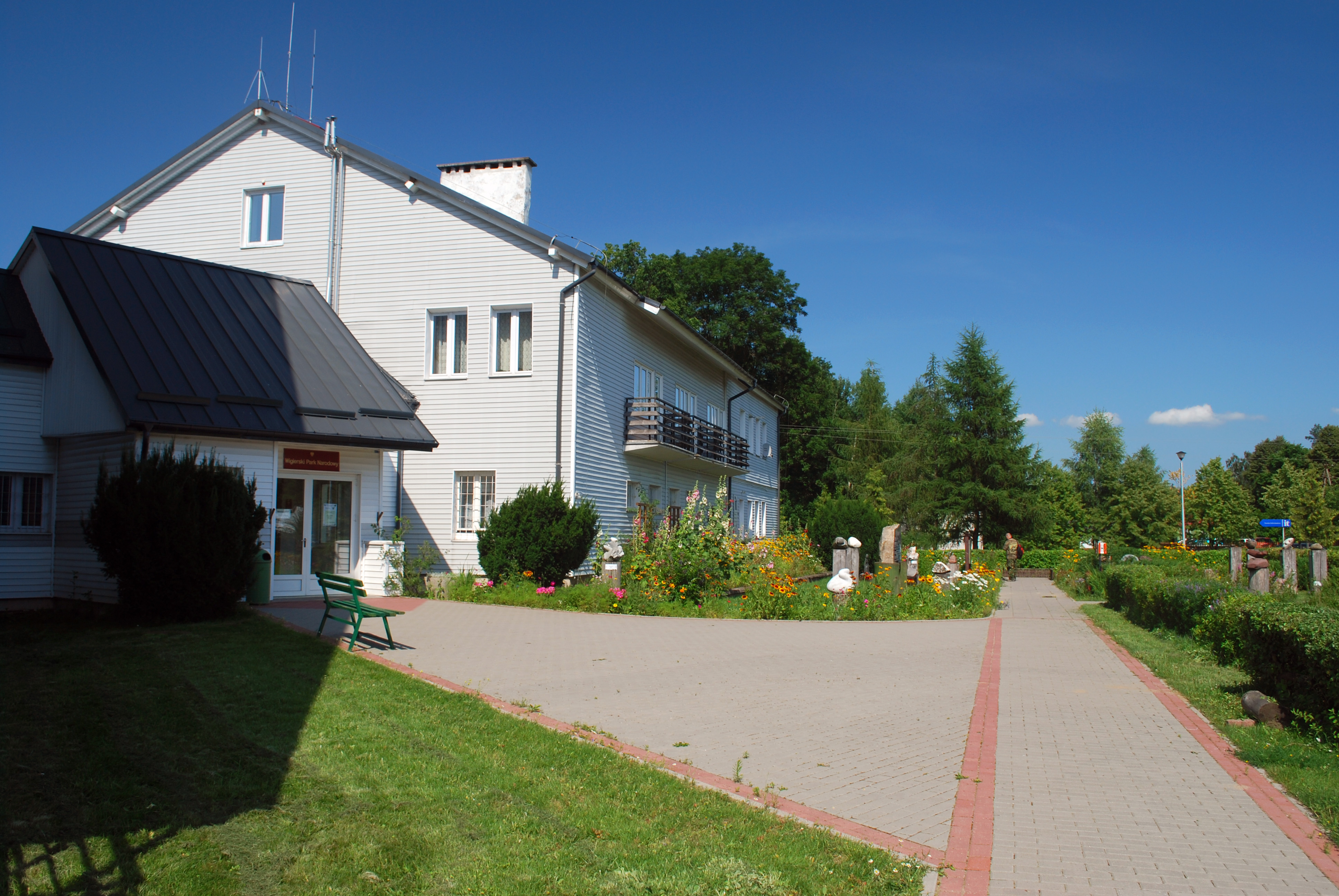
Siedziba Parku w Krzywym

Wigierski Park Narodowy położony jest na północnym skraju Puszczy Augustowskiej, czwartego pod względem wielkości zwartego kompleksu leśnego w Polsce, który wraz z lasami na terytorium Litwy i Białorusi pokrywa obszar około 160 tysięcy hektarów.
Geograficznie Park leży w granicach Pojezierza Litewskiego i obejmuje fragmenty trzech mezoregionów: Pojezierza Zachodniosuwalskiego, Pojezierza Wschodniosuwalskiego i Równiny Augustowskiej. Prawie cały obszar Wigierskiego Parku Narodowego leży w środkowej części dorzecza rzeki Czarna Hańcza, dopływu Niemna. Park, wraz z otuliną, rozciąga się pomiędzy 53°57' a 54°10' szerokości geograficznej północnej i 22°57' a 23°15' długości geograficznej wschodniej.

## Hydrologia

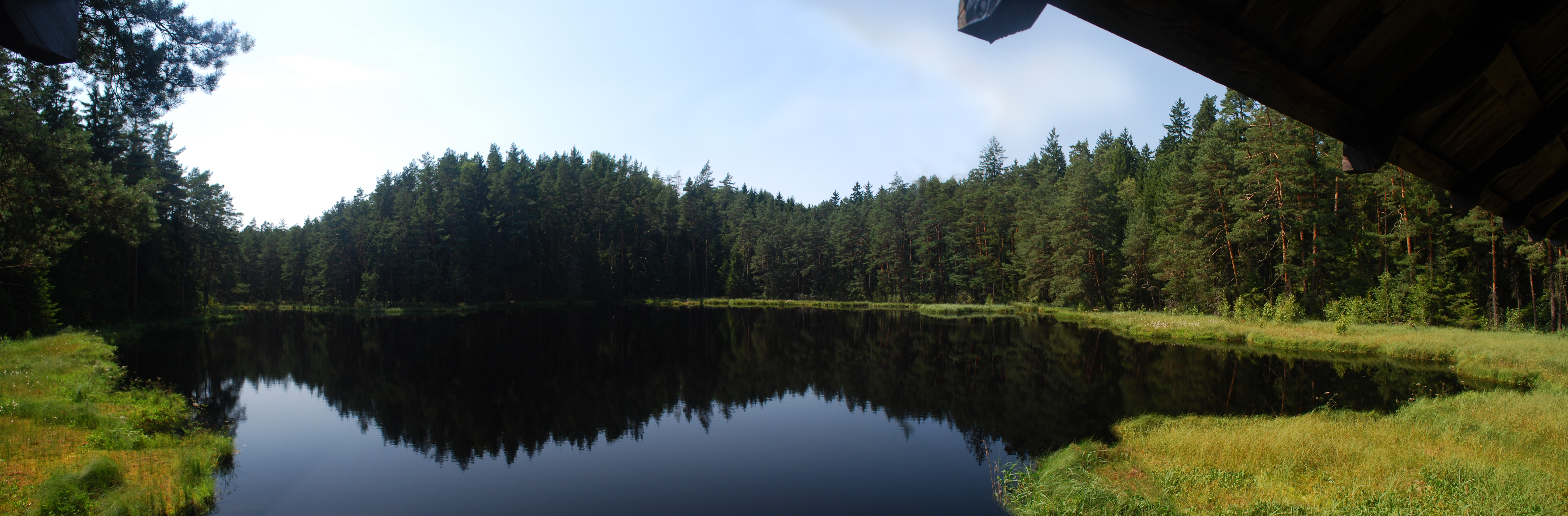
Jeden z sucharów

Wody powierzchniowe znajdujące się na terenie Wigierskiego Parku Narodowego decydują o jego charakterze krajobrazu i unikatowej wartości przyrodniczej. Pozostałością po zlodowaceniach są liczne jeziora o różnym kształcie, powierzchni i głębokości. Na obszarze Parku znajdują się 42 jeziora, naturalne zbiorniki wodne, których łączna powierzchnia wynosi ponad 28 km².
Największe, najgłębsze i najatrakcyjniejsze dla większości turystów odwiedzających Park jest jezioro Wigry – o krętej linii brzegowej, urozmaicone wyspami, zatokami, głębinami, śródjeziornymi górkami i przybrzeżnymi obszarami płycizn. Wigry wraz z przyległymi, mniejszymi jeziorami tworzą szczególny zespół ekosystemów wodnych. Jezioro Wigry ma 2187 ha powierzchni, maksymalną głębokość 73 m i zajmuje centralną część parku.
Jeziora reprezentują szeroką gamę typów limnologicznych, różniących się pomiędzy sobą żyznością, termiką i koncentracją związków humusowych. Osobliwością wśród nich są dystroficzne jeziora śródleśne, tzw. suchary, otoczone mszarem torfowcowym. Główną rzeką parku jest Czarna Hańcza, przepływająca przez jezioro Wigry i stanowiąca znany i ceniony w kraju szlak kajakowy.

## Flora

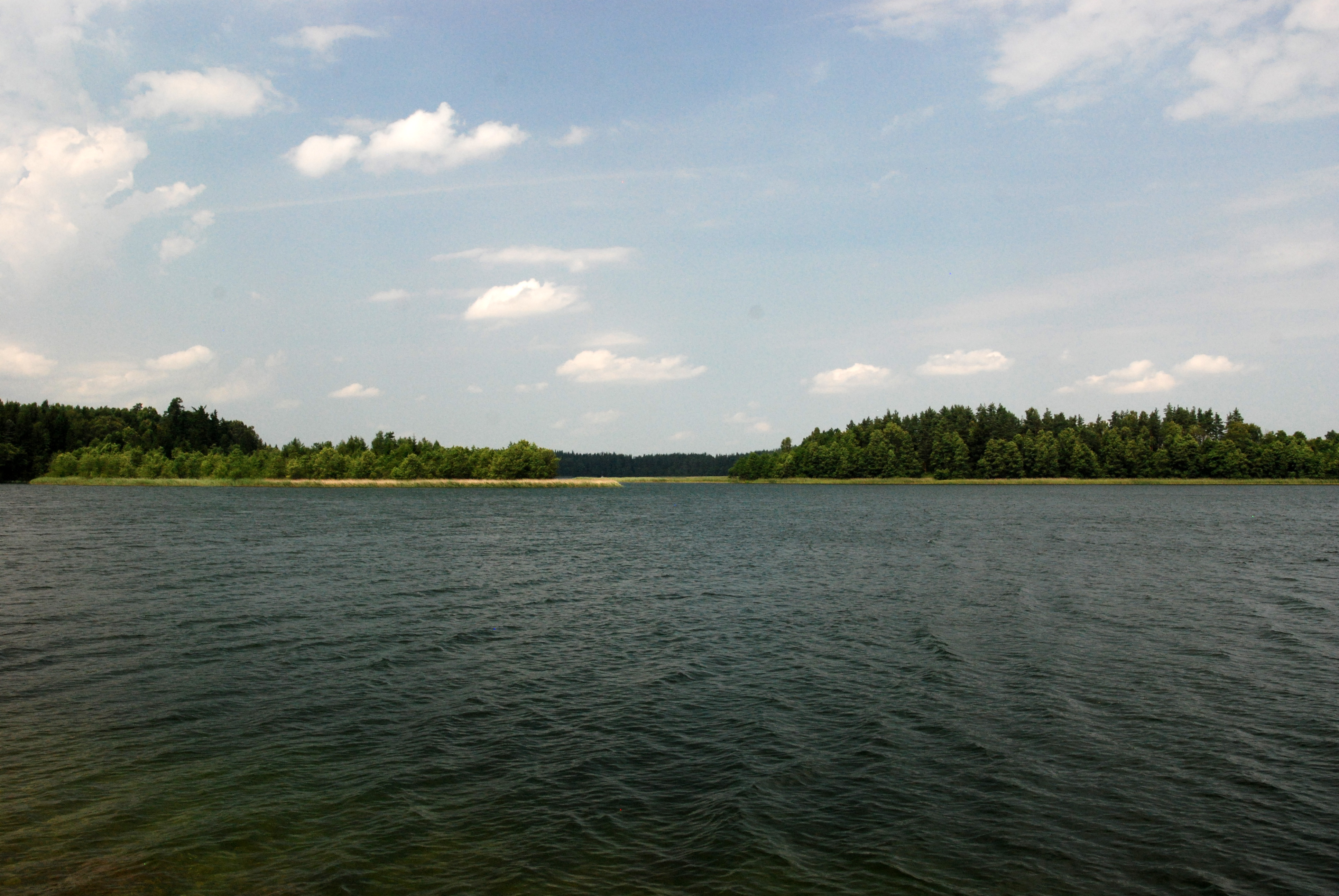
Jezioro Wigry

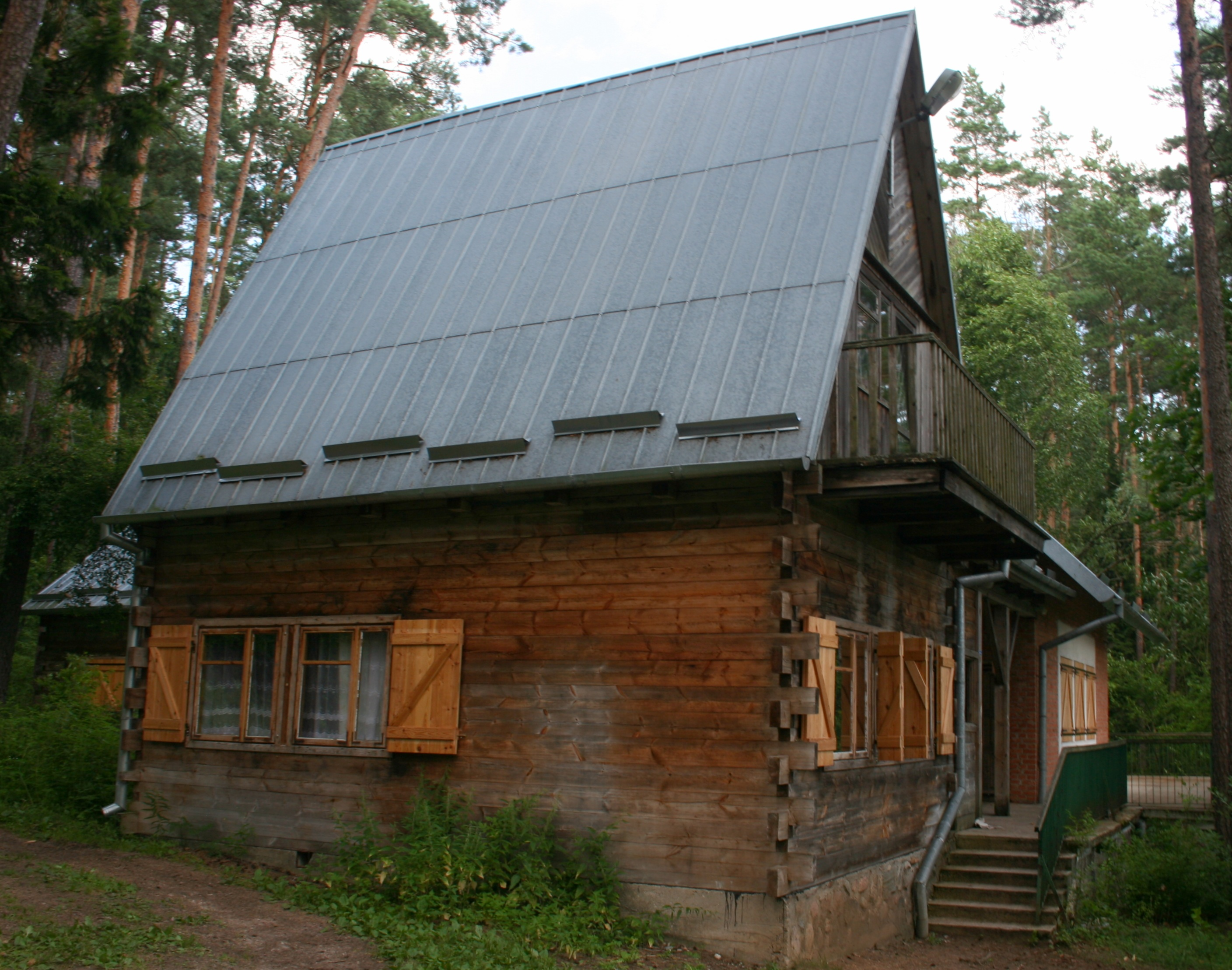
Ośrodek Edukacji Środowiskowej na zachodnim brzegu jeziora

Pod względem geobotanicznym Wigierski Park Narodowy reprezentuje rejon północno-wschodniej Europy, charakteryzujący się dominacją mszystych lasów iglastych sosnowo-świerkowych. W jego granicach występuje blisko 800 gatunków roślin naczyniowych, ponad 200 gatunków mchów i wątrobowców, ok. 300 gatunków porostów. Bogata jest również flora glonów, zasiedlających parkowe wody. Wśród roślin rosnących w Parku aż 75 taksonów objętych jest ochroną gatunkową, przy czym 61 ochroną ścisłą, a 14 częściową. Na szczególną uwagę zasługują gatunki zagrożone wyginięciem oraz gatunki rzadkie. Na liście roślin naczyniowych występujących w Wigierskim Parku Narodowym w 1994 r. znalazły się 52 takie taksony, w tym jeden gatunek – kanianka lnowa (Cuscuta epilinum) – uznany za wymarły w Polsce. Aktualne badania nie potwierdzają jednak występowania tej rośliny.

### Ochrona gatunków storczykowatych
W Parku żyją aż 22 gatunki storczyków (łącznie w Polsce ok. 50), w tym krytycznie zagrożony miodokwiat krzyżowy oraz kukuczka kapturkowata. Na początku XXI wieku realizowano projekt polegający na przesiedleniu kilkudziesięciu okazów storczyków z ich stanowisk macierzystych na nowo wybrane miejsca oraz wykupieniu prywatnych gruntów położonych w granicach parku, cennych pod względem przyrodniczym. Akcja przesiedlania poprzedzona została szczegółową analizą mikrosiedliskową, na którą składały się badania: fizykochemiczne gleby i roztworów glebowych, florystyczne i faunistyczny. W latach 2003–2004 przeniesiono łącznie dziesięć kęp miodokwiatu krzyżowego, liczących od 1 do 11 osobników oraz około 50 osobników kukuczki. Dla miodokwiatu wytypowano trzy stanowiska na terenie obwodów chronionych: Lipniak, Leszczewek i Krusznik. Obserwacje poczynione w latach kolejnych wykazały, że przesiedlone osobniki rozwinęły się, zakwitły i wydały nasiona. Wykup gruntów prywatnych pozwala na prowadzenie przez park zabiegów czynnej ochrony. Wykoszono i usunięto zakrzaczenia na terenie 14 hektarów w celu zatrzymania procesu wtórnej sukcesji.

## Fauna
Na terenie Parku stwierdzono występowanie około 300 gatunków kręgowców, w tym 32 gatunki ryb, 12 gatunków płazów, 5 gatunków gadów, 205 gatunków ptaków oraz 46 gatunków ssaków.
Ponad 82% fauny kręgowców Parku (244 gatunki) podlega ochronie gatunkowej. Jest to 48% wszystkich chronionych w Polsce kręgowców. Wśród gatunków objętych ochroną zdecydowanie największą grupę stanowią ptaki – 185 gatunków, a następnie ssaki – 37 gatunków. Pozostałe gatunki należą do gromady płazów, gadów i ryb.

### Szczególna ochrona bobrów
Pierwsze stanowisko bobrów na terenie znajdującym się obecnie w granicach parku stwierdzono przy ujściu Czarnej Hańczy z Jeziora Wigierskiego w latach 1944–1949. Powołanie wyżej wymienionych rezerwatów oraz ochrona gatunkowa bobra przyczyniły się do wzrostu liczebności tych zwierząt i ich migracji na okoliczne tereny, dając początek liczącej blisko 5 tys. osobników populacji bobrów na Suwalszczyźnie. W samym Parku liczebność populacji bobra w połowie lat 90. ub. wieku osiągnęła ok. 250 szt. i od tej pory utrzymuje się na zbliżonym poziomie.

### Szczególna ochrona ryb
W miejscowości Tartak znajduje się wylęgarnia ryb, produkująca materiał zarybieniowy dla wód Parku. Wylęgarnia przyjmuje także do wylęgu ikrę sielawy, siei i szczupaka dostarczoną przez właścicieli jezior spoza Parku. Wyprodukowany materiał zarybieniowy przyczynia się do utrzymania populacji tych gatunków w wielu jeziorach Suwalszczyzny. Park współpracuje w zakresie ochrony troci jeziorowej z Polskim Związkiem Wędkarskim, który posiada nad Wigrami, w Gawrych Rudzie, swój ośrodek zarybieniowy.

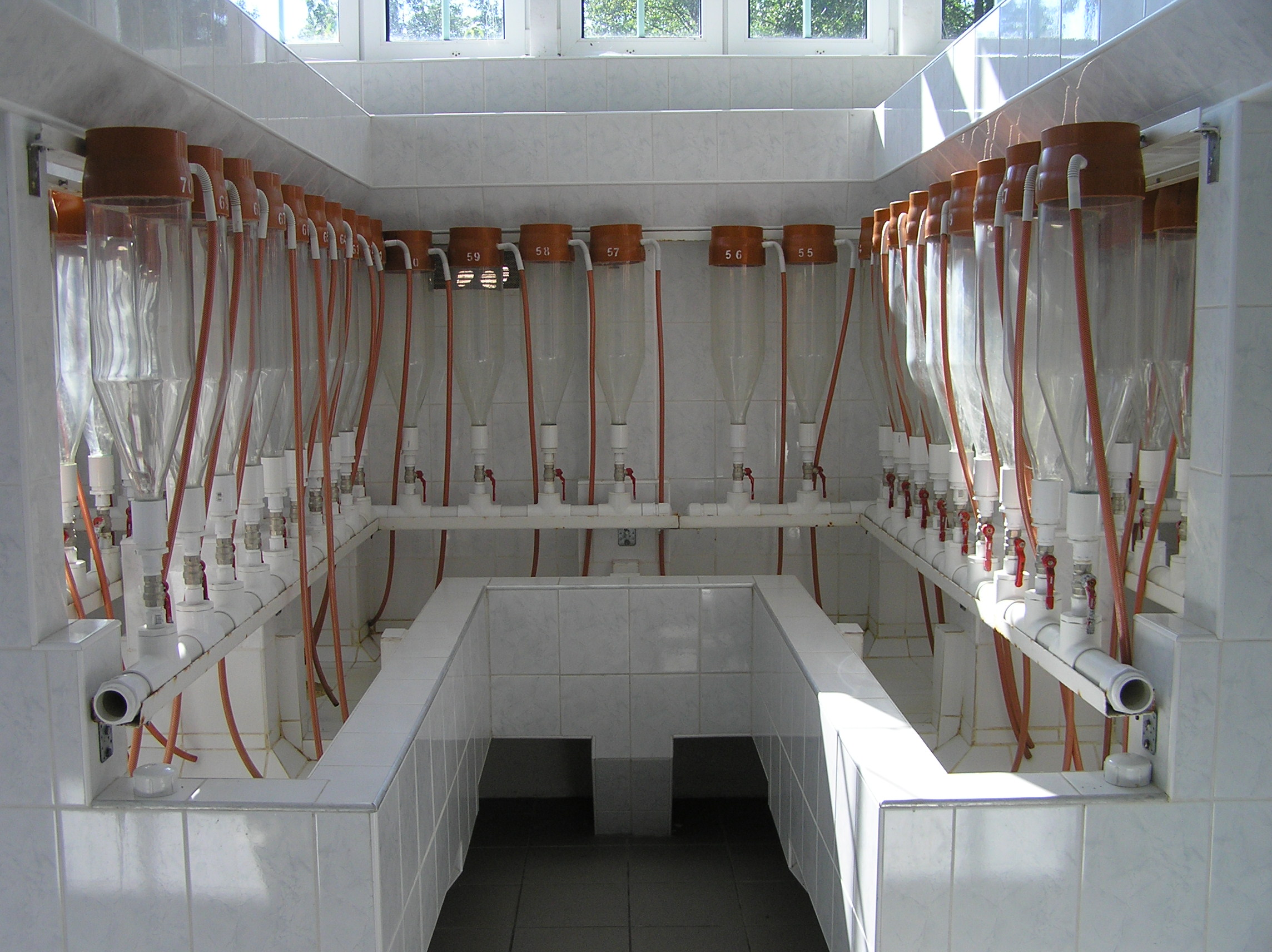
Butle Weiss'a w wylęgarni ryb

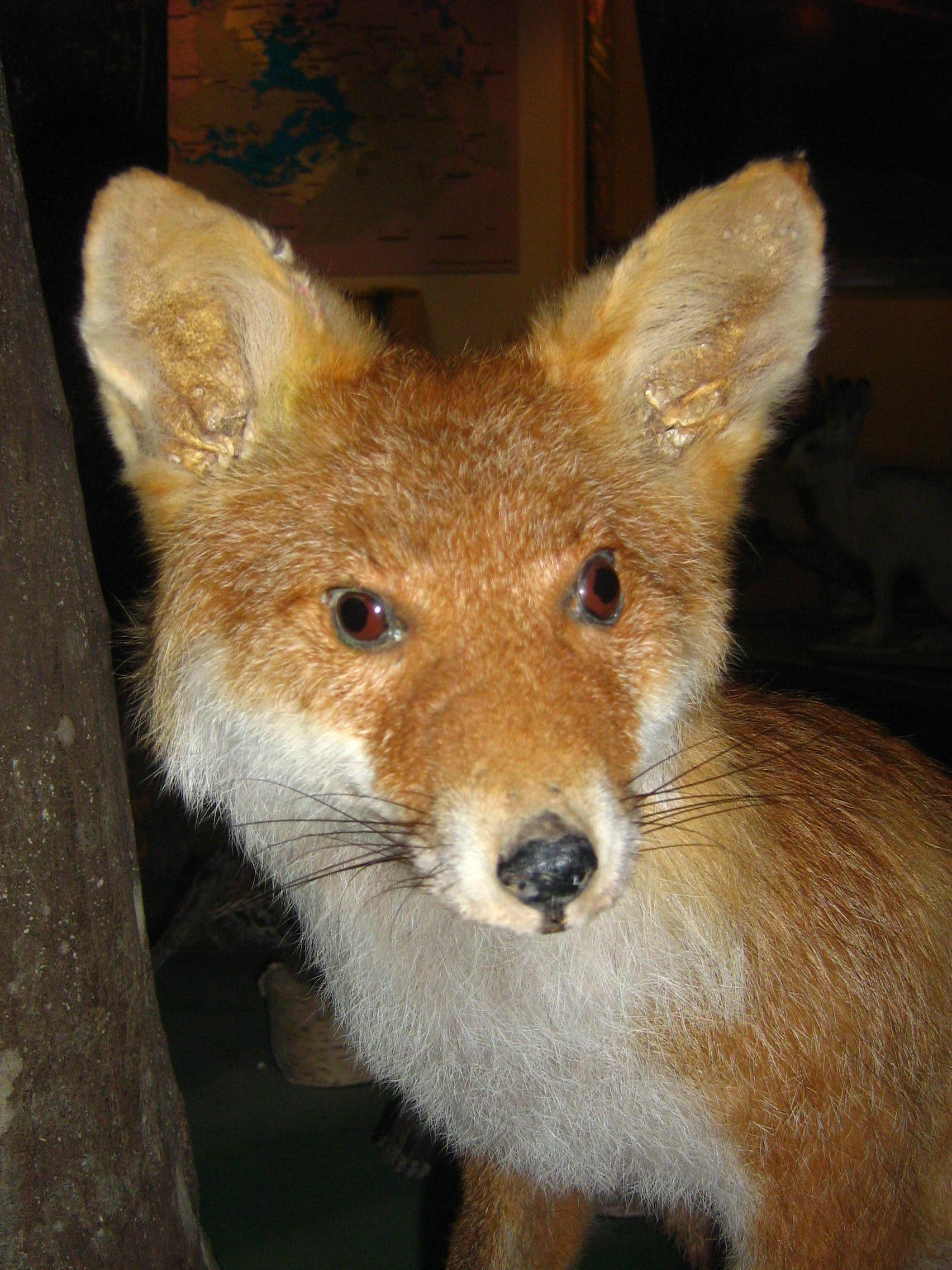
Lis – eksponat w budynku dyrekcji parku

## Turystyka

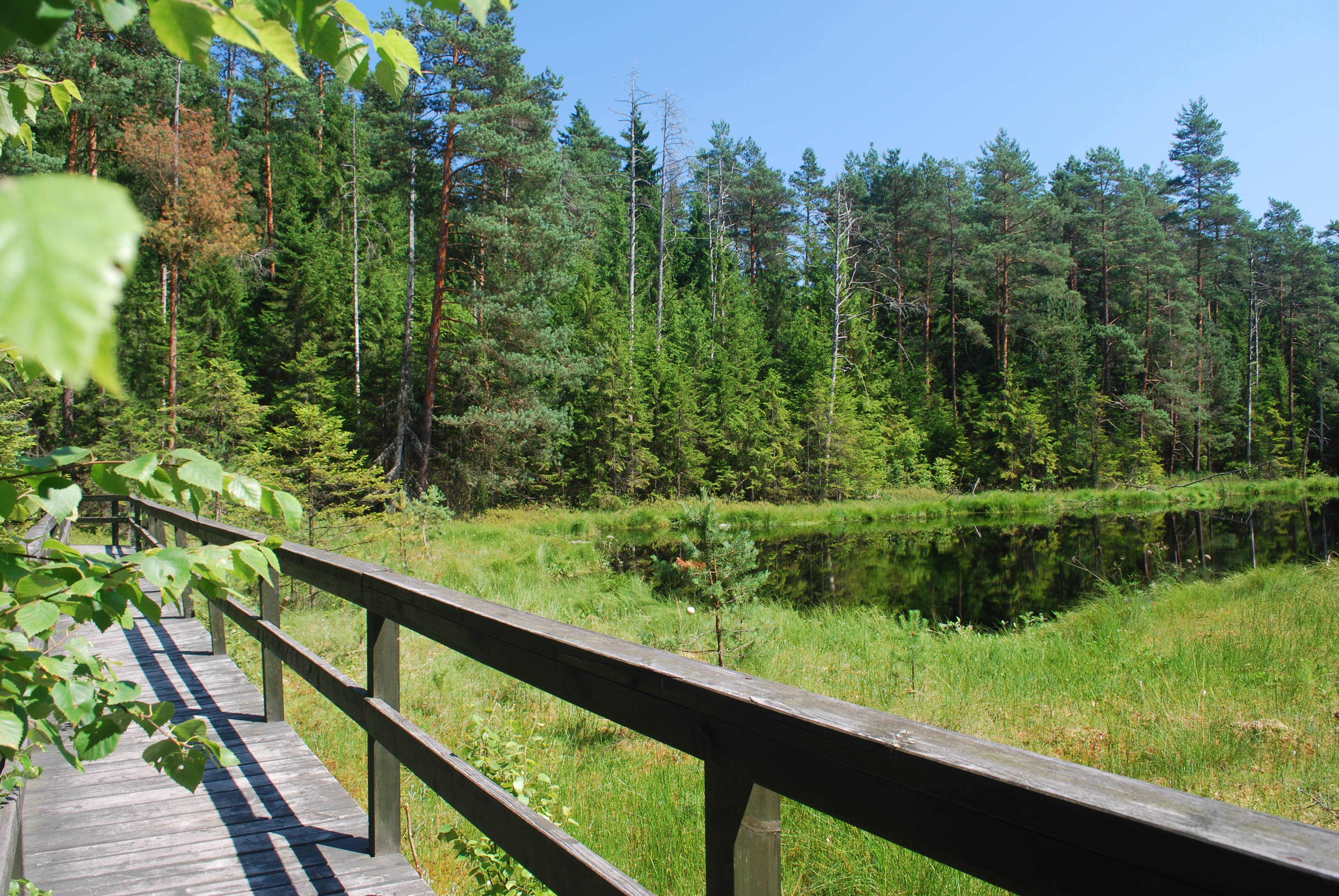
Kładka nad bagnem na ścieżce edukacyjnej „Suchary”

Park jest obszarem udostępnionym dla różnorodnych form turystyki. W tym celu wyznaczone i urządzone zostały szlaki lądowe o łącznej długości 190 km dla turystyki pieszej i rowerowej oraz wyznaczone jeziora i rzeki do uprawiania turystyki wodnej. Turystyka na szlakach turystycznych Parku może się odbywać przez cały rok od świtu do zmierzchu. Udostępnione wody WPN-u można zwiedzać kajakiem, łodzią wiosłową, żaglówką lub innym sprzętem pływającym bez silnika spalinowego. Akweny udostępnione do turystyki i wędkarstwa to jeziora: Wigry, Pierty, Omułówek, Mulaczysko, Czarne k.Bryzgla, Leszczewek, Postaw i rzeka Czarna Hańcza poniżej Wigier.
Turystów obowiązują przepisy ochrony przyrody, w tym zakaz wpływania w strefę szuwarów, niszczenia roślinności wodnej, płoszenia zwierząt, a w pewnych okresach także wpływania na wyznaczone akweny o szczególnym znaczeniu dla ptaków wodnych. Wędkowanie na tych wodach może się odbywać po wykupieniu licencji na sportowy połów ryb według zasad zbliżonych do regulaminu Polskiego Związku Wędkarskiego, lecz z pewnymi ograniczeniami. Przy każdej zakupionej licencji znajduje się regulamin połowu określający zasady obowiązujące w danym roku. Obowiązuje tu całkowity zakaz połowów suma, siei, troci jeziorowej i pstrąga potokowego, 10-miesięczny okres ochronny dla szczupaka, zakaz stosowania połowów „na żywca” i używania zanęt.
Sezon turystyczny na wodach trwa od 1 maja do 31 października. Jedynie w rejonie pomiędzy wyspami Ordów, Ostrów, Krowa a lądem stałym we wsi Bryzgiel pływanie łodziami zaczyna się od 15 czerwca. Po jeziorze Wigry w okresie wolnym od lodu pływa, po wyznaczonej trasie, statek spacerowy mogący pomieścić 34 pasażerów.
Na potrzeby rosnącego ruchu turystycznego wyznaczone zostały i zagospodarowane ścieżki edukacyjne: „Las”, „Suchary”, „Płazy”, „Jeziora” i „Puszcza”. Urządzono cztery pola namiotowe i jedną plażę (Krzywe) na gruntach administrowanych przez WPN oraz 11 pól namiotowych na gruntach innych właścicieli. Dużą popularnością cieszą się: Muzeum Wigier oraz wystawy: przyrodnicza (w budynku dyrekcji parku), etnograficzna „Ocalić od zapomnienia” (przy leśniczówce w Krzywem) oraz rybacka „Historia i tradycje rybołówstwa” w bazie rybackiej WPN-u w Czerwonym Folwarku.
Turystyka na terenie Parku odbywa się po wyznaczonych szlakach, a także po istniejących drogach publicznych: drodze wojewódzkiej (Suwałki-Sejny), drogach powiatowych oraz gęstej sieci dróg gminnych. Z penetracji wyłączone są strefy brzegowe jezior zarośnięte trzcinami, a także pas wody o szerokości 100 metrów na odcinku od ujścia rzeki Czarnej Hańczy do Wigier do półwyspu Łysocha.